# Глизе 667 C g
Глизе 667 °C g — экзопланета за пределами обитаемой зоны у звезды Глизе 667 C в тройной системе Глизе 667. Планета удалена от Земли на 22,7 световых лет.
Существование данной экзопланеты было предсказано в 2012 году и подтверждено в 2013 году с помощью спектрографа HARPS 3,6-метрового телескопа Европейской южной обсерватории на горе Ла-Силья в Чили.

## Орбита
Планета обращается вокруг красного карлика Глизе 667 C на расстоянии 0.538 9 ± 0.000 5 (0,549) а. е., её орбитальный период составляет 251.519 (256,2) земных суток.
Планета была открыта в 2013 году при помощи спектрографа HARPS, установленного на 3,6-метровом телескопе в обсерватории Ла-Силья Европейской южной обсерватории в Чили.

## Характеристики
Средняя масса планеты — 4,6 масс Земли. Экзопланета принадлежит к классу ледяных суперземель.

## Статьи
- Guillem Anglada-Escudé. A dynamically-packed planetary system around GJ667C with three super-Earths in its habitable zone (англ.) // Astronomy and Astrophysics. — EDP Sciences, 2013. — arXiv:1306.6074.